# 犬猿
『犬猿』（けんえん）は、 2018年2月10日より公開された日本映画。兄弟姉妹ならではの複雑な関係、渦巻く感情を描いた新感覚ヒューマン・ドラマ。『麦子さんと』『ヒメアノ～ル』などの𠮷田恵輔監督が窪田正孝らを迎え、4年ぶりとなるオリジナル脚本を映画化。

## あらすじ
印刷会社で営業を担当している真面目な弟・金山和成のところに強盗罪で服役していた乱暴者な兄の卓司が刑期を終えて転がり込んでくる。
家業の印刷工場を切り盛りする太っていて見た目がよくない姉の幾野由利亜と、頭は悪いけどその容姿と人当りの良さで芸能活動もしている妹の真子。
複雑な感情を抱く2組の兄弟・姉妹の出会いにより、それぞれの関係が変化し始める。

## 登場人物
- 金山和成 - 窪田正孝[2]
- 金山卓司 - 新井浩文[2]
- 幾野由利亜 - 江上敬子（ニッチェ）[2]
- 幾野真子 - 筧美和子[2]
- 向井 - 阿部亮平
- 林 - 木村知貴
- 和成の上司 - 三島ゆたか
- ボーイ - 後藤剛範
- 金山家母 - 土屋美穂子
- 本人役 - 健太郎
- 本人役 - 竹内愛紗
- 金山家父 - 小林勝也
- 幾野家母 - 角替和枝

## スタッフ
- 監督：𠮷田恵輔
- 脚本：𠮷田恵輔
- 音楽：めいなCo.
- プロデューサー：佐藤現、近藤あゆみ
- 音楽プロデューサー：津島玄一
- キャスティングディレクター：杉野剛
- 撮影：志田貴之
- 照明：疋田淳
- 録音：田中博信
- 美術：寺尾淳
- 編集：川村紫織
- 音響効果：松浦大樹
- 助監督：松倉大夏
- 製作担当：森太郎、本田幸宏
- 脚本協力：仁志原了
- 主題歌：ACIDMAN「空白の鳥」（アルバム「Λ」収録曲）
- 劇中歌：SHE'S「aru hikari」
- 製作：「犬猿」制作委員会（東映ビデオ、博報堂DYミュージック&ピクチャーズ、東京テアトル、TBSラジオ、スタジオブルー）
- 制作プロダクション：スタジオブルー
- 配給：東京テアトル